# Красный вьюрок
Красный вьюрок (лат. Carpodacus puniceus) — вид птиц семейства вьюрковых. Выделяют 5 подвидов. Крупная (42—51 грамм) птица. У взрослого самца голова и грудь ярко-красные с серебристо-розовыми центрами перьев, надхвостье ярко-розовое. Самка серовато-бурая с продольными тёмными штрихами, а надхвостье зеленовато-жёлтое.
Обитает только в высокогорьях Центральной Азии. В Казахстане этот редкий и неизученный вьюрок встречается только в трёх местах: в высокогорье Западного и Северного Тянь-Шаня и Джунгарского Алатау. Достоверное место гнездования в Казахстане — Большое Алматинское ущелье Заилийского Алатау, где в июле 1967 года было найдено первое и пока единственное в мире гнездо этого вьюрка.
Оседлая птица. Летом обитает на высотах не менее 3000 м над уровнем моря, откуда периодически летает вниз за кормом — семенами трав. В холодное время года птица спускается ниже, где находится корм на южных склонах, свободных от снега. Гнездится в отвесных скалах вблизи ледников и снежников. Корм собирает на скалах, каменистых осыпях и альпийских лужайках. Иногда летает за ним очень далеко. Полёт сильный и быстрый, прямолинейный. При этом серые самки и молодые самцы издали напоминают самок арчевого дубоноса.